# Eternals (film)
Eternals är en amerikansk superhjältefilm från 2021, baserad på Marvel Comics tidningsserie med samma namn. Filmen är producerad av Marvel Studios och distribuerad av Walt Disney Studios Motion Pictures och är den tjugofemte filmen i Marvel Cinematic Universe (MCU). Filmen är regisserad av Chloé Zhao och är skriven av Matthew och Ryan Firpo.
I april 2018 meddelade Kevin Feige att en film baserad på Eternals hade börjat utvecklas med Matthew och Ryan Firpo anställda för att skriva manuset för projektet i maj 2018. I slutet av september hade Marvel anställt Zhao för att regissera filmen. Huvudrollen tillkännagavs officiellt på San Diego Comic-Con International i juli 2019 och inspelningen började vid den tiden på Pinewood Studios i England.
Eternals hade premiär i Sverige den 3 november 2021, utgiven av Walt Disney Studios Motion Pictures.

## Rollista
| - Gemma Chan – Sersi - Richard Madden – Ikaris - Angelina Jolie – Thena - Salma Hayek – Ajak - Kit Harington – Dane Whitman - Kumail Nanjiani – Kingo - Lia McHugh – Sprite - Brian Tyree Henry – Phastos - Lauren Ridloff – Makkari - Barry Keoghan – Druig | - Don Lee – Gilgamesh - Harish Patel – Karun Patel - Bill Skarsgård – Kro - Haaz Sleiman – Ben - Esai Daniel Cross – Jack - David Kaye – Arishem (röst) - Patton Oswalt – Pip the Troll (cameo) - Harry Styles – Eros (cameo) - Mahershala Ali – Eric Brooks / Blade (röst) (cameo) |